# Grano (musica)
Si definisce grano (o granulo) un "microevento sonoro" al limite della percettibilità uditiva, che può variare come lunghezza tra i cinque e i cento millisecondi ciascuno e può essere generato da una formula matematica o da un suono campionato. L'avvicendamento di una serie di questi grani (o granuli) produce un suono che sta alla base della sintesi granulare.
Il grano è una rappresentazione del suono nel dominio del tempo e nel dominio della frequenza; il fisico Dennis Gabor ne diede nel 1947 una definizione nel suo articolo Acoustical quanta and the theory of hearing in termini di fisica quantistica.
Ciascun grano è generato da un oscillatore collegato ad un generatore di inviluppo d'ampiezza. L'inviluppo d'ampiezza modella ogni grano: può essere una forma gaussiana, una linea a tre fasi o può avere una forma a campana. Inviluppi complessi creano grani risonanti: per esempio, un grano può durare un tempo costante, casuale o dipendente dalla frequenza. All'interno del grano, oltre l'inviluppo d'ampiezza che lo modella, vi è una forma d'onda che può essere sintetica o campionata.